# Ai Kotoba (VOICE)
Pour les articles homonymes, voir Aikotoba et Voice.
Albums de Maki Gotō
How to Use Sexy
(2007)
EPs par Maki Gotō
Love
(2011)
Singles
1. What Is LOVE / SCANDALOUS
Sortie : 20 juillet 2011

Ai Kotoba (Voice) (愛言葉 (VOICE)) est un album de Maki Gotō sorti en 2011.

## Présentation
L'album sort le 2 novembre 2011 au Japon sous le label Avex Trax, six mois après le précédent mini-album Love. C'est le premier album longue durée de Maki Gotō pour Avex Group, après quatre mini-albums sortis durant les deux années précédentes, et c'est son premier album original depuis How to Use Sexy sorti quatre ans auparavant sur son précédent label concurrent Piccolo Town.  L'album arrive 8e à l'Oricon pour un total de 7 213 exemplaires vendus en tout.
L'album sort également au format "CD+DVD" avec une pochette différente et un DVD supplémentaire contenant dix clips vidéo ; il sort aussi dans une édition "2CD+2DVD" avec une pochette différente, incluant un deuxième CD contenant des collaborations avec d'autres artistes dont celles du projet Sweet Black feat. Maki Gotō, un deuxième DVD contenant des "making of", et un livret de quinze photos.
Cinq des treize titres de l'album étaient déjà parus sur les trois précédents mini-albums attribués à Maki Gotō : One, Gloria et Love. Les huit titres du mini-album Sweet Black attribué à Sweet Black feat. Maki Gotō sont repris sur le deuxième CD de l'édition "2CD+2DVD". Huit des dix vidéo-clips du DVD étaient déjà parus sur les DVD de ces quatre mini-albums.

## Liste des titres
| 1.  | What Is Love (What is LOVE)                  | 3:50 |
| 2.  | Get Your Way                                 | 4:13 |
| 3.  | You (YOU)                                    | 4:41 |
| 4.  | Tsukikage (月影)                             | 5:16 |
| 5.  | Ai Kotoba (愛言葉)                           | 4:31 |
| 6.  | Eyes (EYES) (du mini-album One)              | 3:38 |
| 7.  | Paradise                                     | 3:17 |
| 8.  | Scandalous (SCANDALOUS)                      | 3:37 |
| 9.  | Hōseki (宝石) (du mini-album One)            | 4:19 |
| 10. | "Nee..." (｢ねぇ、、、｣) (du mini-album Love) | 4:11 |
| 11. | Hanauta (華詩-hanauta-) (du mini-album One)  | 5:39 |
| 12. | Believe                                      | 4:50 |
| 13. | Ashiato (足跡) (du mini-album Gloria)        | 4:12 |

| 1.  | Fly away                                |  |
| 2.  | Lady-Rise                               |  |
| 3.  | with...                                 |  |
| 4.  | Tear Drops with KG (TEAR DROPS with KG) |  |
| 5.  | Queen Bee with Bigga Raiji              |  |
| 6.  | Eyes (EYES)                             |  |
| 7.  | Hōseki (宝石)                           |  |
| 8.  | Ashiato (足跡)                          |  |
| 9.  | "Nee..." (｢ねぇ、、、｣)                 |  |
| 10. | You (YOU)                               |  |

| 1.  | Queen Bee with Bigga Raiji (par Sweet Black feat. Maki Gotō) (du mini-album Sweet Black)              |  |
| 2.  | Lady-Rise (par Sweet Black feat. Maki Gotō) (du mini-album Sweet Black)                               |  |
| 3.  | Candy (par Sweet Black feat. Maki Gotō) (du mini-album Sweet Black)                                   |  |
| 4.  | Tear Drops with KG (TEAR DROPS with KG) (par Sweet Black feat. Maki Gotō) (du mini-album Sweet Black) |  |
| 5.  | Mine (par Sweet Black feat. Maki Gotō) (du mini-album Sweet Black)                                    |  |
| 6.  | Fly away (par Sweet Black feat. Maki Gotō) (du mini-album Sweet Black)                                |  |
| 7.  | Plastic Lover (par Sweet Black feat. Maki Gotō) (du mini-album Sweet Black)                           |  |
| 8.  | With... (with...) (par Sweet Black feat. Maki Gotō) (du mini-album Sweet Black)                       |  |
| 9.  | Golden LUV (par ravex feat. Maki Gotō)                                                                |  |
| 10. | Crazy in Love (CRAZY IN LOVE) (par DJ MAYUMI feat. Maki Goto with FALCO & SHINO)                      |  |
| 11. | Fly away -house nation remix- (par Sweet Black feat. Maki Gotō) (remix)                               |  |
| 12. | Plastic Lover -club mix- (par Sweet Black feat. Maki Gotō) (remix)                                    |  |

| 1. | MAKI GOTO @ KABUKICHO directed by NICOLA FORMICHETTI (Making of) |  |
| 2. | Aya no Kōji Shō <Ai Ai Kasa> Goto Maki (Backstage Video)         |  |
| 3. | You (YOU) (Making of)                                            |  |